# DDR-Fußballmeisterschaft der Junioren 1966
Die DDR-Fußballmeisterschaft der Junioren 1966 war die 17. Auflage dieses Wettbewerbes, der vom Jugendausschuss der Sektion Fußball (DDR) durchgeführt wurde. Der Wettbewerb begann am 5. Juni 1966 mit der Vorrunde und endete am 9. Juli 1966 mit dem Titelgewinn von der TSG Wismar, die im Finale mit 4:0 gegen den HFC Chemie gewannen.

## Teilnehmende Mannschaften
An der DDR-Fußballmeisterschaft der Junioren (A-Jugend) für die Altersklasse (AK) 16–18 nahmen die Bezirksmeister der 14 Bezirke auf dem Gebiet der DDR sowie der Meister aus Ost-Berlin teil. Spielberechtigt waren Spieler bis zum 18. Lebensjahr (Stichtag: 1. Juni 1947 bis 31. Mai 1949).
Folgende Mannschaften qualifizierten sich für die DDR-Fußballmeisterschaft der Junioren:
| - Bezirk Rostock TSG Wismar - Bezirk Schwerin BSG Motor Schwerin - Bezirk Neubrandenburg BSG Einheit Ueckermünde - Bezirk Potsdam SG Dynamo Königs Wusterhausen - Ost-Berlin BFC Dynamo | - Bezirk Frankfurt (Oder) BSG Motor Eberswalde - Bezirk Magdeburg 1. FC Magdeburg - Bezirk Halle HFC Chemie - Bezirk Leipzig 1. FC Lokomotive Leipzig - Bezirk Cottbus BSG Energie Cottbus | - Bezirk Dresden SG Dynamo Dresden - Bezirk Karl-Marx-Stadt BSG Motor Zwickau - Bezirk Erfurt FC Rot-Weiß Erfurt - Bezirk Gera FC Carl Zeiss Jena - Bezirk Suhl BSG Chemie Lauscha |

## Modus
Die Bezirksmeister wurden in der Vorrunde in vier Staffeln aufgeteilt und spielten in einer Doppelrunde nach dem Modus „Jeder gegen Jeden“ die Teilnehmer für die Zwischenrunde aus. In der Zwischenrunde ermittelten die vier Staffelsieger der Vorrunde in zwei Paarungen mit Hin- und Rückspiel die Finalteilnehmer.

## Vorrunde

### Staffel 1
Spiele
| Datum                      |                          |   |                          | Hinspiel | Rückspiel |
| -------------------------- | ------------------------ | - | ------------------------ | -------- | --------- |
| So 05. Juni / Mi .15. Juni | TSG Wismar               | – | BSG Motor Schwerin       | 5:2      | 3:1       |
| So 05. Juni / Mi .15. Juni | 1. FC Lokomotive Leipzig | – | 1. FC Magdeburg          | 1:2      | 0:0       |
| Mi 0.8. Juni / So 19. Juni | BSG Motor Schwerin       | – | 1. FC Lokomotive Leipzig | 1:2      | 0:2       |
| Mi 0.8. Juni / So 19. Juni | 1. FC Magdeburg          | – | TSG Wismar               | 2:4      | 3:4       |
| So 12. Juni / Mi .22. Juni | TSG Wismar               | – | 1. FC Lokomotive Leipzig | 2:1      | 3:1       |
| So 12. Juni / Mi .22. Juni | BSG Motor Schwerin       | – | 1. FC Magdeburg          | 1:5      | 1:4       |

Abschlusstabelle
| Pl. | Mannschaft               | Sp. | S | U | N | Tore    | Diff. | Punkte |
| --- | ------------------------ | --- | - | - | - | ------- | ----- | ------ |
| 1.  | TSG Wismar               | 6   | 6 | 0 | 0 | 021:100 | +11   | 12:0   |
| 2.  | 1. FC Magdeburg          | 6   | 3 | 1 | 2 | 016:110 | +5    | 07:50  |
| 3.  | 1. FC Lokomotive Leipzig | 6   | 2 | 1 | 3 | 007:800 | −1    | 05:70  |
| 4.  | BSG Motor Schwerin       | 6   | 0 | 0 | 6 | 006:210 | −15   | 0:12   |

### Staffel 2
Spiele
| Datum                      |                               |   |                         | Hinspiel | Rückspiel |
| -------------------------- | ----------------------------- | - | ----------------------- | -------- | --------- |
| So 05. Juni / Mi .15. Juni | SG Dynamo Königs Wusterhausen | – | BFC Dynamo              | 0:5      | 0:8       |
| So 05. Juni / Mi .15. Juni | BSG Motor Eberswalde          | – | BSG Einheit Ueckermünde | 1:2      | 3:0       |
| Mi 0.8. Juni / So 19. Juni | SG Dynamo Königs Wusterhausen | – | BSG Motor Eberswalde    | 2:1      | 2:1       |
| Mi 0.8. Juni / So 19. Juni | BSG Einheit Ueckermünde       | – | BFC Dynamo              | 0:5      | 00:13     |
| So 12. Juni / Mi .22. Juni | BSG Motor Eberswalde          | – | BFC Dynamo              | 0:5      | 1:3       |
| So 12. Juni / Mi .22. Juni | SG Dynamo Königs Wusterhausen | – | BSG Einheit Ueckermünde | 6:0      | 3:1       |

Abschlusstabelle
| Pl. | Mannschaft                    | Sp. | S | U | N | Tore    | Diff. | Punkte |
| --- | ----------------------------- | --- | - | - | - | ------- | ----- | ------ |
| 1.  | BFC Dynamo                    | 6   | 6 | 0 | 0 | 039:100 | +38   | 12:0   |
| 2.  | SG Dynamo Königs Wusterhausen | 6   | 4 | 0 | 2 | 013:160 | −3    | 08:40  |
| 3.  | BSG Motor Eberswalde          | 6   | 1 | 0 | 5 | 007:140 | −7    | 02:10  |
| 4.  | BSG Einheit Ueckermünde       | 6   | 1 | 0 | 5 | 003:310 | −28   | 02:10  |

### Staffel 3
Spiele
| Datum                      |                   |   |                     | Hinspiel | Rückspiel |
| -------------------------- | ----------------- | - | ------------------- | -------- | --------- |
| So 05. Juni / Mi .15. Juni | SG Dynamo Dresden | – | BSG Motor Zwickau   | 1:3      | 1:2       |
| Mi 0.8. Juni / So 19. Juni | BSG Motor Zwickau | – | BSG Energie Cottbus | 2:1      | 1:5       |
| So 12. Juni / Mi .22. Juni | SG Dynamo Dresden | – | BSG Energie Cottbus | 6:1      | 1:3       |

Abschlusstabelle
| Pl. | Mannschaft          | Sp. | S | U | N | Tore    | Diff. | Punkte |
| --- | ------------------- | --- | - | - | - | ------- | ----- | ------ |
| 1.  | BSG Motor Zwickau   | 4   | 3 | 0 | 1 | 008:800 | ±0    | 06:20  |
| 2.  | BSG Energie Cottbus | 4   | 2 | 0 | 2 | 010:100 | ±0    | 04:40  |
| 3.  | SG Dynamo Dresden   | 4   | 1 | 0 | 3 | 009:900 | ±0    | 02:60  |

### Staffel 4
Spiele
| Datum                      |                    |   |                    | Hinspiel     | Rückspiel |
| -------------------------- | ------------------ | - | ------------------ | ------------ | --------- |
| So 05. Juni / Mi .15. Juni | HFC Chemie         | – | FC Carl Zeiss Jena | 1:0          | 3:1       |
| So 05. Juni / Mi .15. Juni | FC Rot-Weiß Erfurt | – | BSG Chemie Lauscha | (1)11:0 (1)0 | (1)       |
| Mi 0.8. Juni / So 19. Juni | FC Carl Zeiss Jena | – | FC Rot-Weiß Erfurt | 2:0          | 0:6       |
| Mi 0.8. Juni / So 19. Juni | BSG Chemie Lauscha | – | HFC Chemie         | (1)0:4 (1)   | (1)       |
| So 12. Juni / Mi .22. Juni | HFC Chemie         | – | FC Rot-Weiß Erfurt | 2:1          | 3:3       |
| So 12. Juni / Mi .22. Juni | FC Carl Zeiss Jena | – | BSG Chemie Lauscha | (1)16:0 (1)0 | (1)       |

Abschlusstabelle
| Pl. | Mannschaft         | Sp. | S | U | N | Tore    | Diff. | Punkte |
| --- | ------------------ | --- | - | - | - | ------- | ----- | ------ |
| 1.  | HFC Chemie         | 4   | 3 | 1 | 0 | 009:500 | +4    | 07:10  |
| 2.  | FC Rot-Weiß Erfurt | 4   | 1 | 1 | 2 | 010:700 | +3    | 03:50  |
| 3.  | FC Carl Zeiss Jena | 4   | 1 | 0 | 3 | 003:100 | −7    | 02:60  |
| 4.  | BSG Chemie Lauscha | 0   | 0 | 0 | 0 | 000:000 | ±0    | 0:0    |

## Zwischenrunde
In der Zwischenrunde ermittelten die vier Staffelsieger der Vorrunde in zwei Paarungen mit Hin- und Rückspiel die Teilnehmer für das Finale.
| Datum                     |                   | Gesamt |            | Hinspiel | Rückspiel |
| ------------------------- | ----------------- | ------ | ---------- | -------- | --------- |
| Mi 29. Juni / So 03. Juli | BFC Dynamo        | 3:4    | TSG Wismar | 1:2      | 2:2       |
| Mi 29. Juni / So 03. Juli | BSG Motor Zwickau | 1:4    | HFC Chemie | 1:0      | 0:4       |

## Spiel um Platz 3
Das Spiel um Platz 3 wurde im Ernst-Thälmann-Stadion von Zeitz ausgetragen.
| Datum                                                                     |            | Ergebnis |                   |
| ------------------------------------------------------------------------- | ---------- | -------- | ----------------- |
| Sa 09. Juli, 14:00 Uhr                                                    | BFC Dynamo | 3:1      | BSG Motor Zwickau |
| 1:0 Schütze (2.), 2:0 Loth (15.), 2:1 Lippmann (45.), 3:1 Johannsen (46.) |            |          |                   |

## Finale
| Paarung        | TSG Wismar – HFC Chemie |
| Ergebnis       | 4:0 (2:0) |
| Datum          | Samstag, 9. Juli 1966 um 17:30 Uhr |
| Stadion        | Ernst-Thälmann-Stadion, Zeitz |
| Zuschauer      | 1.500 |
| Schiedsrichter | Hans-Joachim Warz (Erfurt) |
| Tore           | 1:0 Bast (1.) 2:0 Bast (37.) 3:0 Fröck (44.) 4:0 Henning (59.) |
| TSG Wismar     | Harald Kröplin – Wolfgang Luplow, Dieter Wilde, Nedel – Steinhagen, Dietmar Tietze – Eckermann, Dietrich, Rüdiger Bast, Hans-Joachim Fröck, Karl-Heinz Henning Cheftrainer: Jupp Reinke             |
| HFC Chemie     | Ronald Emmerich – Schlupp, Walter Klemm, Fritz Zschüntzsch – Thäringen, Kirchhof – Uwe Albrecht, Jürgen Breinig, Frank Paluszczak, Klaus-Dieter Boelssen, Roland Nowotny Cheftrainer: Rolf Behrendt |